# Тихомиров, Леонид Петрович
Леони́д Петро́вич Тихоми́ров (род. 16 июля 1926, Москва — 17 октября 2016) — советский и российский художник, Заслуженный художник России, член Международной Академии творчества.

## Биография
Леонид Петрович родился 16 июля 1925 года в Москве в рабоче-крестьянской семье.  В школьные годы увлекается рисованием, после 7 класса поступает в Московское Текстильное училище (художественный факультет). Отучившись в нем два года, в 1943 году, уходит в армию. С 1943 по 1946 год служит в авиации. После войны поступает на художественный  факультет ВГИКа (1946-1952). Обучается у профессора  Ф. Богородского, Ю. И. Пименова, Г. М. Шегаля. После окончания ВГИКа много путешествует по стране,  работая по заказу Живописного комбината. Пишет производственные пейзажи и портреты рабочих. Член МОСХа с 1953 года.
В 1952 году знакомится на катке с будущей женой Тихомировой Ольгой Вячеславовной. Ольге – 15 лет, Леониду – 27. Когда Ольге исполняется 18 лет, влюбленные женятся. С середины 1960-х годов они начинают совместно заниматься живописью и как говорит сам Леонид: «Мы во всех отношениях – одно целое» . Также, с 1952 года, Тихомиров становится постоянным участником Всесоюзных, Республиканских и Международных выставок.  Наиболее значительные из них (персональные и совместные) проходят в  1979, 1980-1981, 1988, 1990, 1994, 1997, 1998, 2000 в Москве, Японии (Токио и Саппоро), Париже, Лондоне, Омане, Кипре, Южной Калифорнии, Берлине, Братиславе, Мальте.
15 декабря 1955 году у Тихомировых родился сын - Тихомиров Борис Леонидович, а 22 апреля 1962 года дочь - Тихомирова Мария Леонидовна.
В 1979 Тихомиров получает звание «Заслуженный художник РСФСР».  Многие значимые работы Ольги Тихомировой были написаны совместно с супругом. Среди них «Во имя человечества» (1968-1971, культурный центр космонавтов на Хованской улице), «Портрет Анастасии Степановны» (1969-1972, в частной коллекции), «Портрет Михаила Ульянова» (1970), «Судьбы», «Портрет писателя В. А. Солоухина» (1967-1970), «Российские композиторы», триптих, посвященный известной российской балерине Галине Улановой (1967-1974, в частной коллекции), «Портрет Арама Хачатуряна» (1977-1981), «Мир дому твоему» и другие. 25 апреля 1986 года родилась внучка - Тихомирова Анастасия Руслановна.
Леонид Тихомиров скончался 17 сентября 2016 года, похоронен на Ильинском кладбище в селе Ильинское Красногорского района.

## Творчество
В своем творчестве Леонид Тихомиров наследует традиции классической русской живописи. Произведения находятся во многих российских и зарубежных музеях, зарубежных частных коллекциях и глав правительств более 40 стран мира, как дар правительства СССР (их лично вручали Хрущёв, Молотов, Косыгин…), России. Персональные выставки состоялись в Москве, Токио, Саппоро, Париже, Лондоне, Омане, Берлине, Южной Калифорнии, Братиславе, Ноймюнстере, на Кипре,на Мальте.  

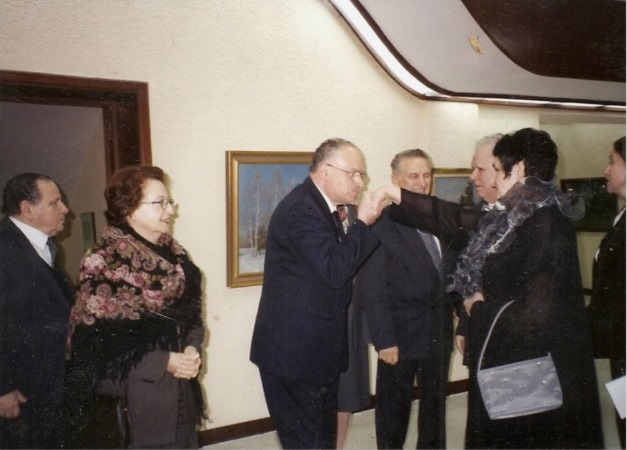
Экс-президент Мальты Мифсуд Бонничи с супругой на выставке в Валетте встречают Леонида и Ольгу Тихомировых. Валетта 2000

Излюбленные жанры художника – пейзаж и портрет. На протяжении всей жизни сознательно пишет работы только с натуры. География его работ (около 1000 полотен) это вся карта бывшего Союза и современной России. Тихомиров Л.П. в 2003 году в интервью Журналу Эгоист подчеркивает, что «талант Художника – это дар Бога, а Назначение человека – проникновение в суть вещей, Богом созданных».
Работы Тихомирова Л.П. представлены в музеях:
- Государственная Третьяковская галерея
- Институт русского реалистического искусства ("Александровский сад", 1954, "Окраина Москвы", 1959)
- Щедринский краеведческий музей (“Валя”, 1964)
- Мордовская республиканская картинная галерея (“Пригород”)
- Черепановский музей (“Таня”, 1963)
- Камышинская картинная галерея (“Черемуха”, 1965)
- Городская картинная галерея "Вернисаж", г. Находка ("Оружейники", 20 век)
- Рославльский историко-художественный музей  ("Октябрь", 20 век)
- Новокузнецкий художественный музей ("Абрамцево – Май", 20 век)

Наиболее значительные полотна Леонид Петрович создавал вместе со своей супругой Тихомировой О.В.  Тихомировы были коренными москвичами, влюбленными в свой родной город, и много работ писали о возрождающейся послевоенной Москве в 50-60 годах: "Зарядье", "Садовое кольцо", "Старая Москва", "Кремль", "Маяковка", "Поселок-Сокол".
Любовь к театру привела Тихомировых к созданию серии портретов известных русских деятелей: Хачатурян А.И., Ведерникова М.У., Токарева Ф.В., Улановой Г.С. Они писали только тех, кто был близок им по духу. Особо стоит отметить портреты Улановой Г.С., самой титулованной балерины за всю историю отечественного балета, и одной из величайших балерин XX века. Всего в мире существует 4 уникальных портрета Улановой Г.С. Данные портреты были написаны с натуры Тихомировыми. Более Уланова никогда ни для никого не позировала. В настоящее время 2 портрета Улановой находятся в частной коллекции в Лондоне (один из них был продан в 1988 году на Roy Miles Gallery за 100000₤), 1 портрет находится в частной коллекции в Москве, а последний портрет находится в мастерской Тихомировых в Москве .
Картины "Во имя человечества"  (писалась 9 лет) написана Тихомировыми при участии мамы С.П. Королёва, жены Ю.А. Гагарина и жены В.М. Комарова. 27 июня 1978 года Центральный комитет ВЛКСМ выдвинул на соискание Государственной премии РСФСР картину "Во имя человечества", а также еще несколько работ Тихомировых ("Анастасия Степанова" 1968-1971, триптих "Галина Сергеевна Уланова" 1969-1972, "Солдаты сорок второго..." 1967-1972, "Судьбы" 1974-1975).

Писатель Владимир Солоухин так писал о работах Леонида и Ольги Тихомировых: «Совместные картины „Анастасия Степановна“ , „Судьбы“, свидетельства трагической судьбы Российского народа, но и его вечности. Портрет Г. С. Улановой , А. Ф. Ведерникова — явление в портретной живописи».       

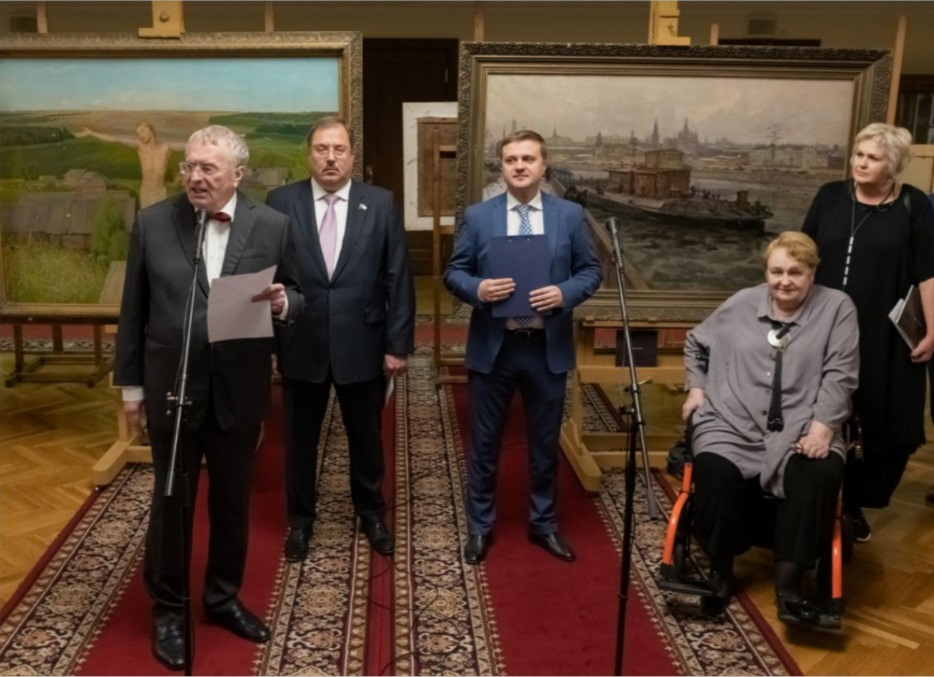
Открытие выставки, посвященной 5-й годовщине исторического воссоединения Республики Крым с Россией

Патриарх Московский и Всея Руси Алексий II благословил издание очередного каталога художников словами: «Содержание альбома соответствует его названию (Тихомировы: назначение художника — славить создателя) и отличается благоговейным отношением семьи художников к вечным и непреходящим по значимости темам, связанным с величием Творца, красотой окружающего нас мира и личностью человека».        
В апреле 2019 года прошла персональная выставка картин Леонида Петровича и Ольги Вячеславовны Тихомировых, посвященная юбилейной "5-й годовщине исторического воссоединения Республики Крым с Россией". На выставке выступили Тихомирова О.В. и первые лица государства. На открытии выставки выступил руководитель фракции ЛДПР В государственной думе РФ В.В. Жириновский, первый заместитель председателя Комитета Государственной думы по экономической политике, промышленности, инновационному развитию и предпринимательству Б.Р. Пайкин, первый заместитель председателя Комитета Государственной думы по культуре В.В. Бортко.
С 10 декабря по 16 декабря 2019 в художественном музее Циндао (город Цзяочжоу, Китай) прошла выставка современной русской живописи, организованная правительством Китая, на которой были представлены работы Леонида и Ольги Тихомировых, в том числе картина "Леночка" (1970).

## Семья
Супруга - Тихомирова Ольга Вячеславовна (род. 9 апреля 1937, Москва) — Заслуженный художник России, действительный член Международной академии «Творчество». Она занималась в музыкальной школе, училась живописи в Строгановке — в Колледже прикладного искусства МГХПА им. Строганова — у К. Ф. Юона и Б. Н. Ланге. С 1956 года участница всесоюзных, международных, московских, художественных выставок в Москве. Персональные выставки в Токио, Париже, Лондоне, Омане, Ноймюнстере, Братиславе, Берлине, на Кипре и т. д. Член Союза художников (МОСХа) с 1963 года. Произведения художника находятся во многих музеях России и зарубежных коллекциях.
Дочь Ольги Вячеславовны и Леонида Петровича —  Тихомирова Мария Леонидовна (род. 22 апреля 1962 года), советская и российская художница-живописец, мастер портрета. Академик Российской Академии художеств (2012). Член Московского Союза художников (МОСХ) с 1985 года. С 1986 года Член Союза художников России. Член Международной Конфедерации Союзов художников. В 1984 году окончила Московский государственный академический художественный институт имени В. И. Сурикова факультет живописи..
Сын — Борис Леонидович Тихомиров (нем.) (род. 15 декабря 1955 года) — дипломат и эколог, проживает в Германии.
Внучка - Тихомирова Анастасия Руслановна (род. 25 апреля 1986 года) — художница. В 2008 году окончила институт Индустрии Моды по специальности имиджмейкер. В 2004 года вступила в Московскую организацию Союз Художников России. Участник выставок в Братиславе, Берлине, Ноймюнстере, на Кипре, а так же многих Международных, Всероссийских и Московских выставок.